# Aeroescudo

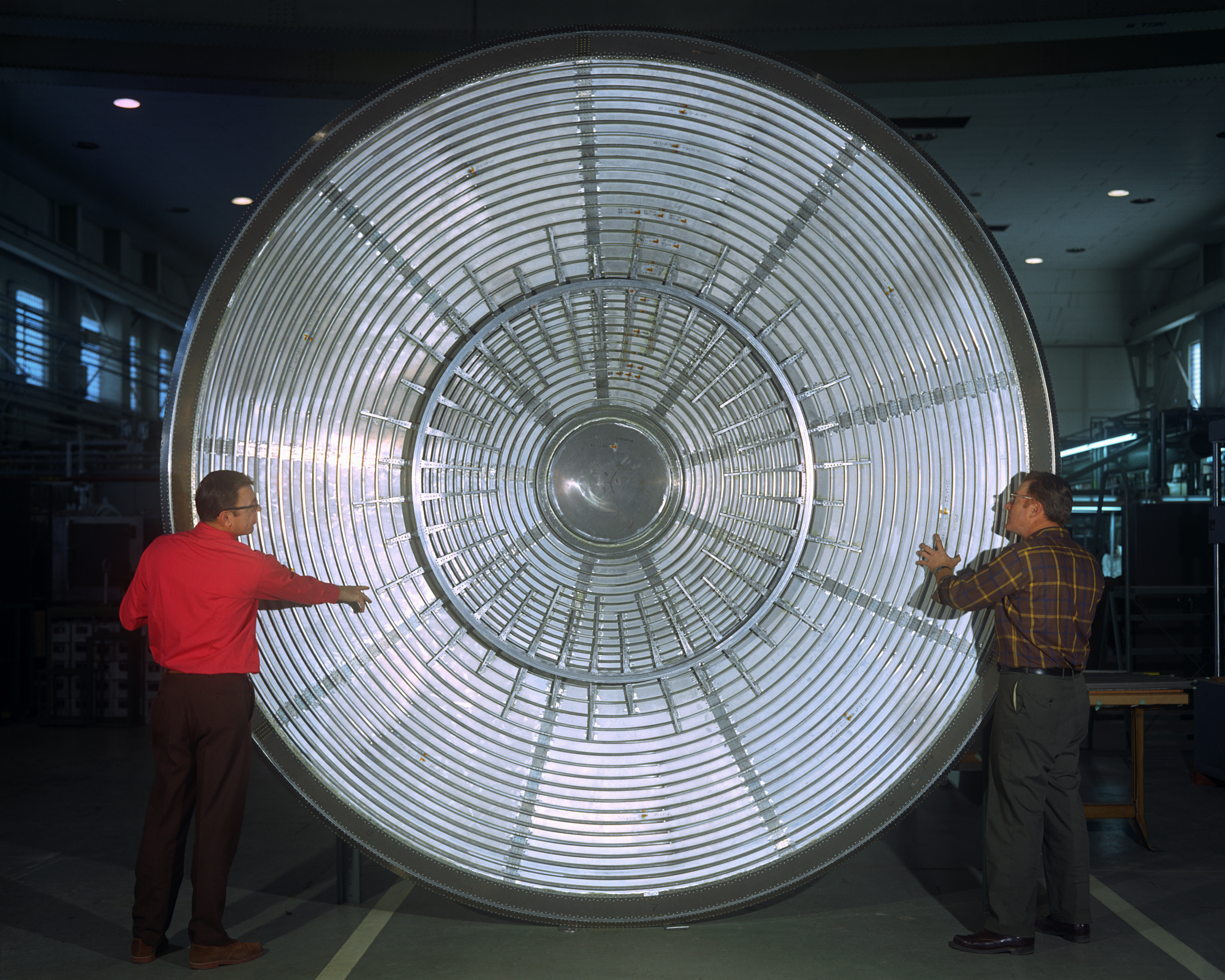
Aeroescudo de la nave Viking 1

Un aeroescudo es un escudo térmico que ayuda a desacelerar y protege un vehículo espacial de la presión, el calor y los posibles desechos creados por el arrastre durante la reentrada atmosférica. Sus componentes principales consisten en un escudo térmico (la parte delantera) y una carcasa trasera. El escudo térmico absorbe el calor causado por la compresión del aire frente a la nave espacial durante su entrada a la atmósfera. El caparazón trasero transporta la carga que se entrega, junto con componentes importantes como un paracaídas, motores de cohetes y dispositivos electrónicos de monitoreo como una unidad de medición inercial que monitorea la orientación del caparazón durante el descenso con paracaídas lento.
Su propósito es ser utilizado durante el proceso EDL, o «entrada, descenso y aterrizaje», de la misión de una nave espacial. Primero, el aeroescudo desacelera la nave espacial a medida que penetra en la atmósfera del planeta. El escudo térmico absorbe la fricción resultante. Durante el descenso, se despliega el paracaídas y se suelta el escudo térmico. Los cohetes ubicados en el caparazón trasero se inician para ayudar a disminuir el descenso de la nave espacial. Las bolsas de aire también están infladas para amortiguar el impacto. La nave espacial rebota en la superficie del planeta directamente después del primer impacto. Los pétalos del módulo de aterrizaje de la nave espacial se despliegan después de que las bolsas de aire se desinflan y retraen. La comunicación a lo largo de todo este proceso se transmite de ida y vuelta desde el control de la misión y la nave espacial real a través de antenas de baja ganancia que están unidas a la carcasa trasera y sobre sí misma. A lo largo de las etapas de entrada, descenso y aterrizaje, se envían tonos de regreso a la Tierra para comunicar el éxito o el fracaso de cada uno de estos pasos críticos.
Los aeroescudos son un componente clave de las sondas espaciales que deben aterrizar intactos en la superficie de cualquier objeto con atmósfera. Se han utilizado en todas las misiones que devuelven cargas útiles a la Tierra (si se considera el sistema de protección térmica del transbordador espacial como un aeroescudo). También se utilizan para todas las misiones de aterrizaje a Marte, Venus, Titán y (en el caso más extremo) la sonda Galileo a Júpiter.

## Componentes
El aeroescudo consta de dos componentes principales: el escudo térmico, o parte delantera, que se encuentra en la parte delantera del aeroescudo, y la carcasa trasera (backshell), que se encuentra en la parte posterior del aeroescudo. El escudo térmico del aeroescudo está orientado hacia la dirección del ariete (hacia adelante) durante la entrada atmosférica de una nave espacial, lo que le permite absorber el alto calor causado por la compresión del aire frente a la nave. La carcasa trasera actúa como un finalizador para la encapsulación de la carga útil y generalmente contiene un paracaídas, dispositivos pirotécnicos junto con sus componentes electrónicos y baterías, una unidad de medición inercial y otro hardware necesario para la secuencia de entrada, descenso y aterrizaje de la misión específica. El paracaídas está ubicado en el vértice del caparazón trasero y ralentiza la nave espacial durante la EDL. El sistema de control pirotécnico libera dispositivos como tuercas, cohetes y el mortero de paracaídas. La unidad de medición inercial informa la orientación de la carcasa trasera mientras se balancea debajo del paracaídas. Los retrocohetes, si están equipados, pueden ayudar en el descenso y aterrizaje de la terminal del vehículo espacial; como alternativa o adicionalmente, un módulo de aterrizaje puede tener retrocohetes montados en su propio cuerpo para uso terminal de descenso y aterrizaje (después de que el caparazón trasero se haya desechado). Se pueden equipar otros cohetes para proporcionar fuerza horizontal al caparazón trasero, ayudando a orientarlo a una posición más vertical durante la combustión del retrocohete principal.

## Factores de diseño
El objetivo de la misión de una nave espacial determina qué requisitos de vuelo se necesitan para garantizar el éxito de la misión. Estos requisitos de vuelo son la desaceleración, el calentamiento y la precisión del impacto y el aterrizaje. Una nave espacial debe tener un valor máximo de desaceleración lo suficientemente bajo para mantener intactos los puntos más débiles de su vehículo, pero lo suficientemente alto para penetrar en la atmósfera sin rebotar. La estructura de la nave espacial y la masa de la carga útil afectan la desaceleración máxima que puede soportar. Esta fuerza está representada por "g", o la aceleración gravitacional de la Tierra. Si su estructura está lo suficientemente bien diseñada y hecha de material robusto (como el acero), entonces puede soportar una fuerza mayor. Sin embargo, se debe considerar la carga útil. El hecho de que la estructura de la nave espacial pueda soportar altos niveles de gravedad no significa que su carga útil pueda hacerlo. Por ejemplo, una carga útil de astronautas solo puede soportar 12 g, o 12 veces su peso. Los valores que superen esta línea de base causarán la muerte. También debe ser capaz de soportar altas temperaturas causadas por la inmensa fricción resultante de entrar a la atmósfera a velocidad hipersónica. Finalmente, debe poder penetrar una atmósfera y aterrizar en un terreno con precisión, sin perder su objetivo. Un área de aterrizaje más restringida requiere una precisión más estricta. En tales casos, una nave espacial deberá ser más aerodinámica y poseerá un ángulo de trayectoria de reentrada más pronunciado. Estos factores se combinan para afectar el corredor de reentrada, el área en la que debe viajar una nave espacial para evitar quemarse o rebotar fuera de la atmósfera. Todos estos requisitos anteriores se cumplen mediante el diseño y el ajuste de la estructura y trayectoria de una nave espacial.
La dinámica general de los aeroescudos está influenciada por las fuerzas de inercia y de arrastre, como se define en esta ecuación: ß = m/CdA donde m es la masa del aeroescudo y sus respectivas cargas y CdA es la fuerza de arrastre que un aeroescudo puede generarse durante una condición de corriente libre. En general, β se define como la masa dividida por la fuerza de arrastre (masa por unidad de área de arrastre). Una masa más alta por unidad de área de arrastre hace que la entrada, el descenso y el aterrizaje del aeroescudo ocurra en puntos bajos y densos de la atmósfera y también reduce la capacidad de elevación y el margen de la línea de tiempo para el aterrizaje. Los factores que aumentan durante la EDL incluyen la carga y la velocidad de calor, lo que hace que el sistema se adapte con fuerza al aumento de las cargas térmicas. Esta situación reduce la capacidad de masa útil de aterrizaje de entrada, descenso y aterrizaje porque un aumento en la carga térmica conduce a una estructura de soporte y un sistema de protección térmica (TPS) más pesados del aeroescudo. La estabilidad estática también debe tenerse en cuenta, ya que es necesario mantener una altitud de alta resistencia. Ésta es la razón por la que se requiere un antebrazo aerodinámico barrido en lugar de uno romo; la forma anterior asegura la existencia de este factor pero también reduce el área de arrastre. Por lo tanto, existe una compensación resultante entre resistencia y estabilidad que afecta el diseño de la forma de un aeroescudo. La relación elevación-arrastre también es otro factor que debe tenerse en cuenta. El nivel ideal para una ración de elevación a arrastre es distinto de cero.

## Programa de paracaídas de entrada planetaria

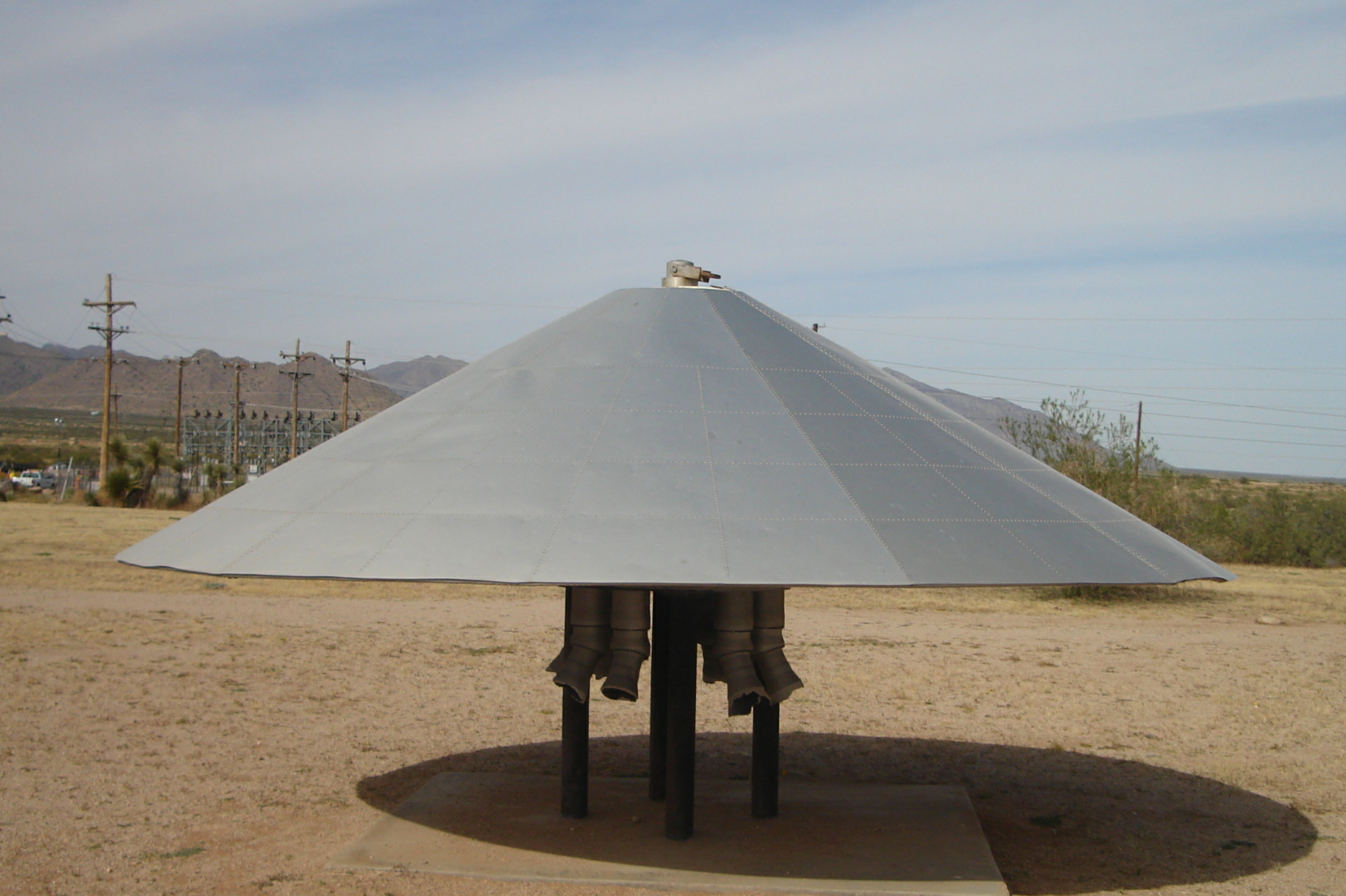
USAF Aeroescudo "Flying Saucer" en exhibición pública en Missile Park en Campo de misiles de Arenas Blancas.

El aeroescudo del Programa de Paracaídas de Entrada Planetaria (PEPP) de la NASA, probado en 1966, fue creado para probar los paracaídas para el programa Mars Voyager de aterrizaje en Marte. Para simular la fina atmósfera marciana, era necesario utilizar el paracaídas a una altitud de más de 160 000 pies sobre la Tierra. Se utilizó un globo lanzado desde Roswell, Nuevo México, para levantar inicialmente el aeroescudo. Luego, el globo se desvió hacia el oeste hasta el Campo de Misiles de Arenas Blancas, donde se dejó caer el vehículo y los motores debajo del vehículo donde lo impulsaron a la altitud requerida, donde se desplegó el paracaídas.
El programa Voyager fue cancelado más tarde, reemplazado por el programa Viking mucho más pequeño varios años después. La NASA reutilizó el nombre de Voyager para las sondas Voyager 1 y Voyager 2 a los planetas exteriores, que no tenían nada que ver con el programa Mars Voyager.

## Desacelerador supersónico de baja densidad
El desacelerador supersónico de baja densidad o LDSD es un vehículo espacial diseñado para crear resistencia atmosférica para desacelerar durante la entrada a través de la atmósfera de un planeta. Es esencialmente un vehículo en forma de disco que contiene un globo inflable con forma de rosquilla alrededor del exterior. El uso de este tipo de sistema puede permitir un aumento de la carga útil.
Está destinado a ayudar a una nave espacial a desacelerar antes de aterrizar en Marte. Esto se hace inflando el globo alrededor del vehículo para aumentar el área de superficie y crear resistencia atmosférica. Después de una desaceleración suficiente, un paracaídas con una correa larga se despliega para desacelerar aún más el vehículo.
El vehículo está siendo desarrollado y probado por el Laboratorio de Propulsión a Reacción de la NASA. Mark Adler es el director del proyecto. 

### Vuelo de prueba de junio de 2014
El vuelo de prueba tuvo lugar el 28 de junio de 2014, con el lanzamiento del vehículo de prueba desde la Pacific Missile Range Facility de la Armada de los Estados Unidos en Kauai, Hawái, a las 18:45 UTC (08:45 hora local). Un globo de helio a gran altitud, que cuando está completamente inflado tiene un volumen de 1 120 495,8 m³, elevó el vehículo a unos 36 576 m. El vehículo se desprendió a las 21:05 UTC (11:05 local), y cuatro pequeños motores de cohetes de combustible sólido hicieron girar el vehículo para proporcionar estabilidad. 
Medio segundo después del giro, el motor de combustible sólido Star 48B del vehículo se encendió, impulsando el vehículo a Mach  4 y una altitud de aproximadamente 54 864 m. Inmediatamente después de que el cohete se quemó, cuatro motores cohete más despuntaron el vehículo.  Al reducir la velocidad a Mach 3.8, los 6 m. El SIAD está destinado a aumentar la resistencia atmosférica del vehículo aumentando el área de superficie de su lado delantero, aumentando así la tasa de desaceleración. 
Al reducir la velocidad a Mach 2.5 (alrededor de 107 segundos después del despliegue del SIAD), se desplegó el paracaídas Supersonic Disk Sail (SSDS) para reducir aún más la velocidad del vehículo. Este paracaídas mide 33,5 m de diámetro, casi dos veces más grande que el utilizado para la misión Mars Science Laboratory. Sin embargo, comenzó a romperse después del despliegue, y el vehículo impactó el Océano Pacífico a las 21:35 UTC (11:35 local) viajando de 32,2 a 48,3 km/h. Se recuperaron todos los registradores de hardware y datos. A pesar del incidente del paracaídas, la misión fue declarada un éxito; el objetivo principal era demostrar la capacidad de vuelo del vehículo de prueba, mientras que SIAD y SSDS eran experimentos secundarios.

### Vuelos de prueba de 2015
Dos vuelos de prueba más de LDSD se llevaron a cabo a mediados de 2015 en la instalación Pacific Missile Range Facility. Estos se centrarán en los 8 m Tecnologías SIAD-E y SSDS, incorporando lecciones aprendidas durante la prueba de 2014. Los cambios planeados para el paracaídas incluyen una forma más redonda y un refuerzo estructural. Poco después del reingreso, el paracaídas fue arrancado.

## Galería

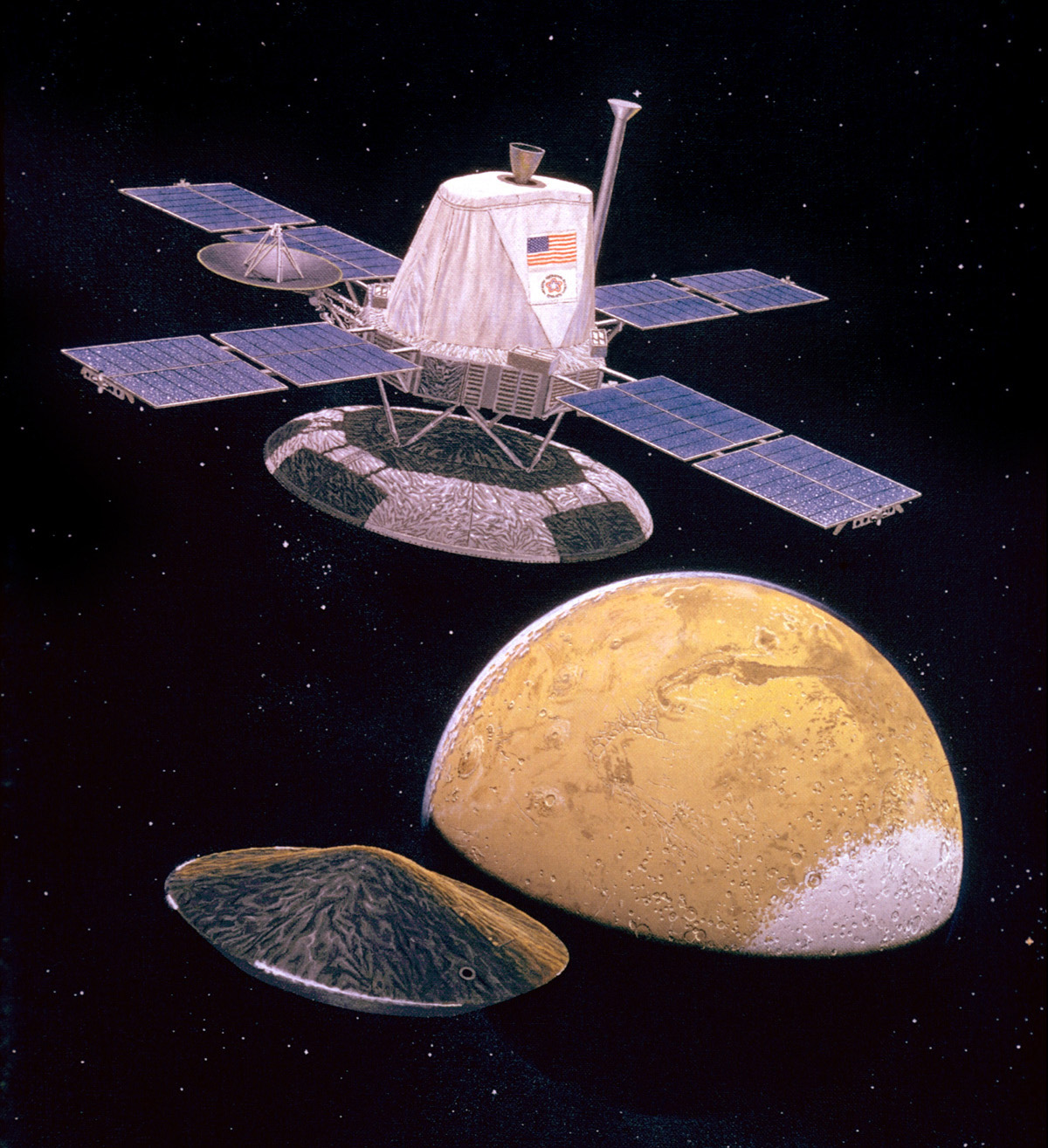
Impresión artística del orbitador Viking lanzando el módulo de aterrizaje revestido de aeroescudo (Don Davis).
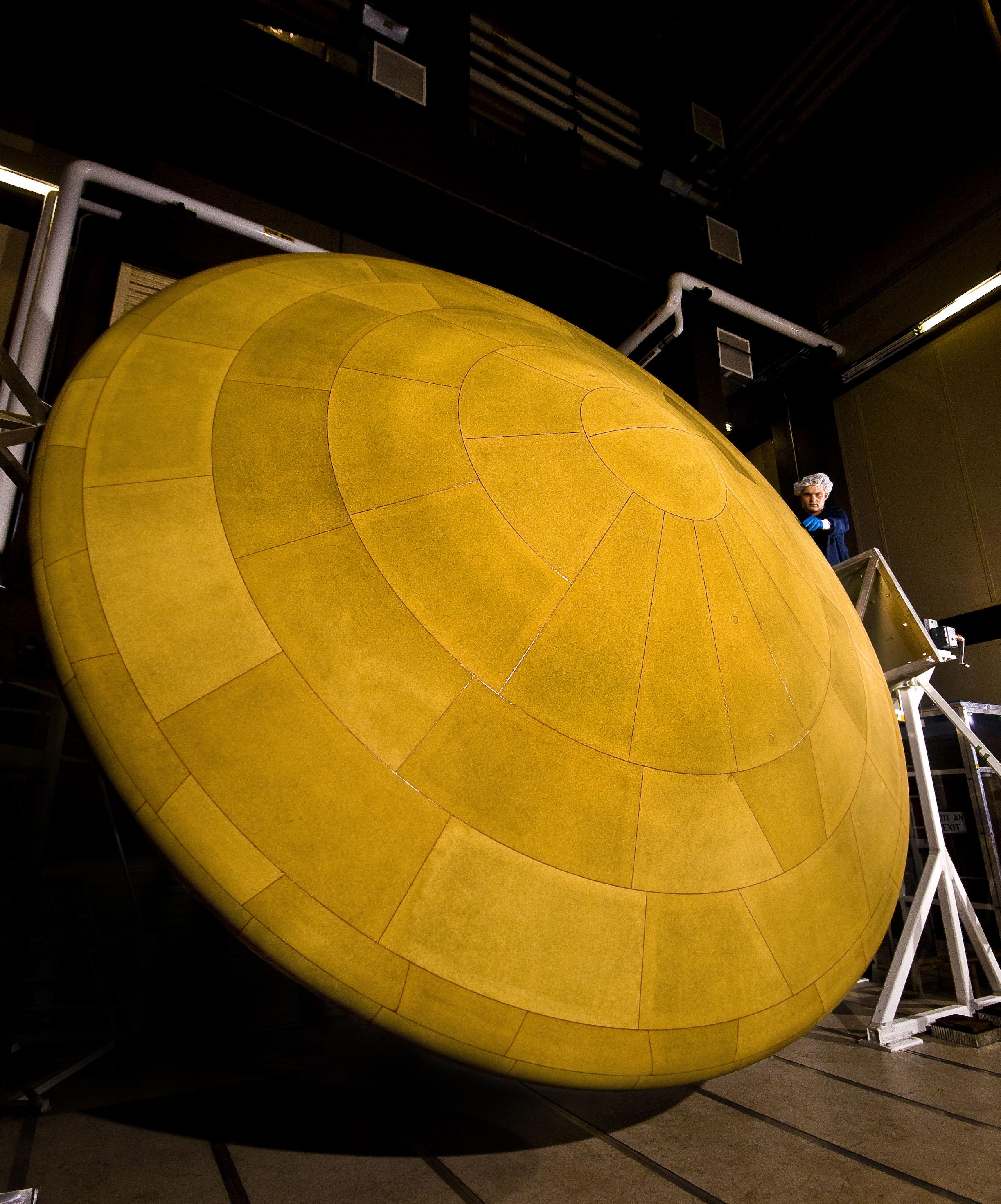
Escudo térmico gigante del Mars Science Laboratory.
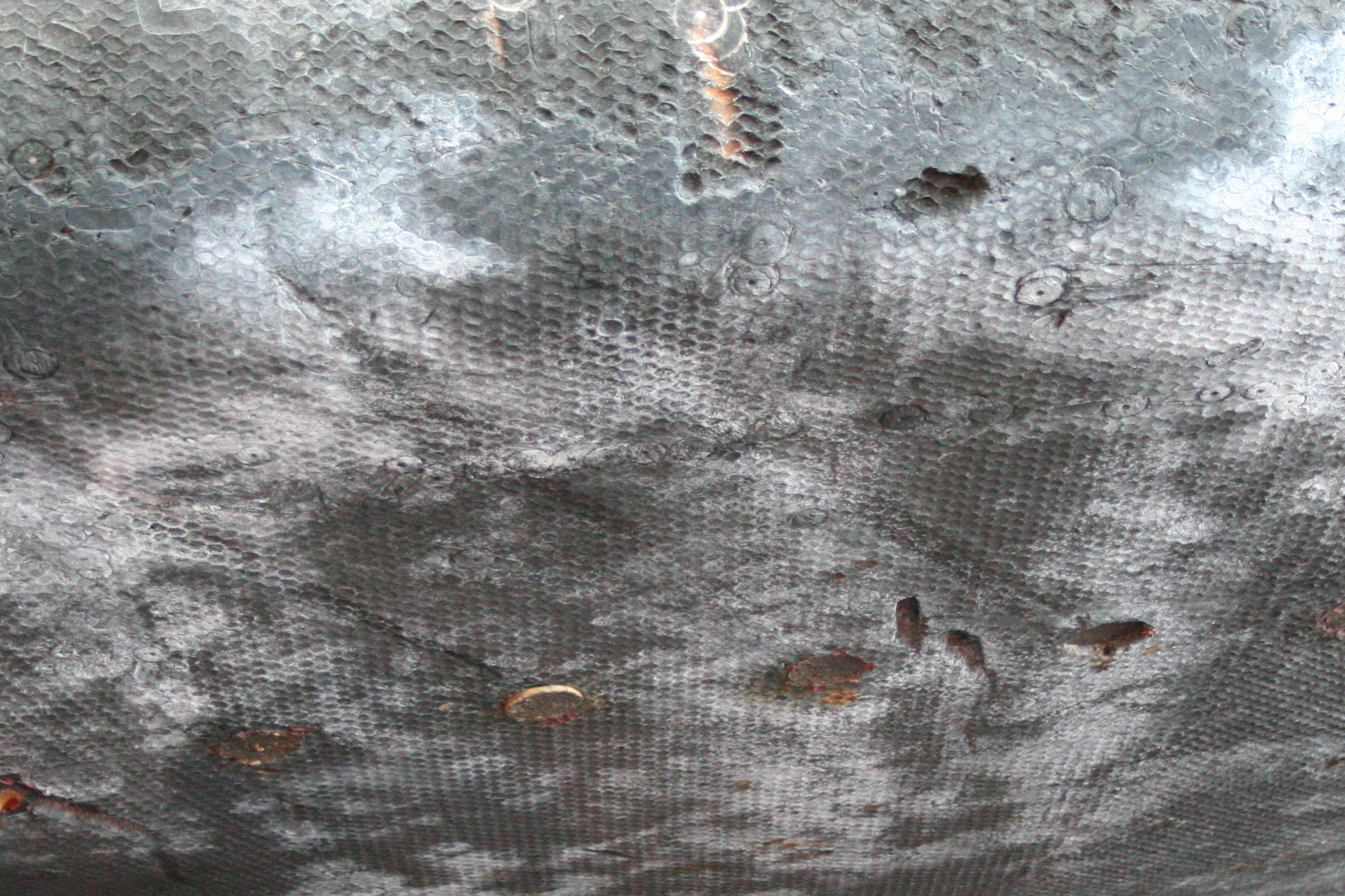
Detalle del escudo térmico del Apolo 12 en exhibición en el Museo del Aire y el Espacio de Virginia .
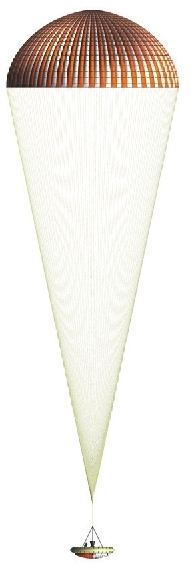
Paracaídas de vela de anillo supersónico de 33,5 metros
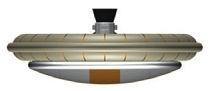
SIAD-R de 6 metros
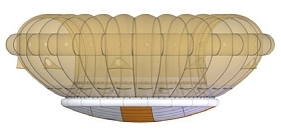
SIAD-E de 8 metros